# Людвік Флек
Людвік Флек (Ludwik Fleck, також Ludwig Fleck; 1897, Львів — 1961, Єрусалим) — лікар, мікробіолог, бактеріолог, імунолог, філософ науки, письменник.

## Біографія
Навчався у Львівському ліцеї та на медичному факультеті Львівського університету. У 1920 році працював асистентом професора Рудольфа Вайгля у Любліні. У 1921 році разом з Вайглєм повернувся до Львова, де обидва працювали в університеті. Упродовж 1923—1935 років очолював відділення внутрішньої медицини львівської загальної лікарні. У 1935 заснував у Львові Бактеріологічний інститут, в якому працював чотири роки.
У 1939 році очолив бактеріологічне відділення Львівського медичного інституту. З 1941 року Людвік Флек, його дружина Ернестіна Вальдман (Ernestina Waldman) та син Рішард арештовані. Час війни родина Флек провела у єврейському гетто у Львові, концтаборах Освенцима (Auschwitz) та Бухенвальда (Buchenwald). 11 квітня 1945 родина Флек була звільнена.
У 1945—1952 роках Флек очолював інститут мікробіології медичного факультету Люблінського університету Марії Склодовської-Кюрі. Згодом працював директором відділення мікробіології та імунології державного інституту матері і дитини у Варшаві.
У 1954 році обрано академіком Академії наук Польщі. Згодом увійшов до президії Академії.
За кілька років до смерті емігрував разом зі сім'єю до Єрусалиму, де помер після другого інфаркту міокарда у віці 64-х років.

## Творчість
Людвік Флек був науковим керівником 50-ти дисертантів, публікував свої праці в багатьох країнах Європи і Америки. Загальне число наукових праць Флека становить 177. Ці праці присвячені медицині, філософії науки та іншим темам.
Долю єврейського народу Флек описав у Berichte über die Ermordung von Juden in Lemberg und in Treblinka (Доповіді про винищення євреїв у Львові і Требніці).
Філософській тематиці присвятив Флек сім праць, написаних польською, німецькою та англійською мовами:
- O niektórych swoistych cechach myślenia lekarskiego, реферат прочитаний на 4-му засіданні товариства друзів історії медицини у Львові, 1927a.
- Zur Krise der ‘Wirklichkeit’ (До кризи ‘дійсності’), стаття, опублікована в часописі «Die Naturwissenschaften» (Природничі науки), 1929b.
- Entstehung und Entwicklung einer wissenschaftlichen Tatsache (Виникнення і розвиток наукового факту) — основна праця Флека, 1935a.
- O oberwacji naukowej i postrzeganiu wogóle, 1935d, опублікована у «Przegląd Filosoficzny».
- Zagadnienie teorii poznawania, 1936, опублікована у «Przegląd Filosoficzny».
- Problemy naukoznawstwa , 1946h, опублікована у «Życie Nauki».
- Parzeć, widzieć, wiedzieć , 1947e, опублікована у «Życie Nauki».
- Crisis and Science. Towards a free and more human science, 1960b, неопублікована стаття.

## Поширення ідей
Упродовж довгого часу Людвік Флек залишався зовсім невідомим для наукового світу. Німецькою мовою він став відомим завдяки Томасу Шнеллє (Thomas Schnelle), який написав ті видав дисертацію про Флека під назвою Ludwik Fleck — Leben und Denken (Людвік Флек — життя і думка, Freiburg, 1982), та переклав на німецьку мову шість філософських статей Флека, видавши їх у збірнику Erfahrung und Tatsache (Досвід та факт, Frankfurt am Main, 1983).
Англомовному середовищу Флєк став відомим завдяки епохальній праці Томаса Самуеля Куна The Structure of Scientific Revolutions (Структура наукових революцій, Чикаго, 1962), в якій Кун назвав Флека своїм попередником.

## Основні ідеї

### Стиль мислення
Кожна сфера пізнання має свій стиль мислення (Denkstil). Стиль мислення — це науковий метод певної дисципліни, сума надбань в даній дисципліні, набір релевантних проблем… Молодий науковець (суб'єкт), який лише починає щось досліджувати, бачить у об'єкті свого вивчення лише хаос. Щоб побачити щось конкретне (форму, ґештальт) науковець повинен опанувати дану дисципліну, даний стиль мислення, навчитись від інших науковців, які саме форми він повинен бачити.
Стиль мислення є наче колективні окуляри, через які науковець може побачити конкретні форми свого об'єкта. Він є єдиним можливим доступом до дійсності.
Стиль мислення не є лише сформованими уявленнями про дійсність, а формами дійсності, які формуються науковим співтоварисвом. Світ навколо нас є лише хаос; і тільки ми люди можемо надати йому форм.
Власні стилі мислення мають не лише наукові дисципліни, а будь-які сфери пізнання, включаючи кабалістику, астрологію…
Стилі мислення існують певний час, і змінюються новими (фізика Арістотеля — фізика Ньютона — фізика Ейнштейна). Стилі мислення однією дисципліни в різні епохи її розвитку є інконсурабельними.

### Мисленний колектив
Мисленнєвий колектив є науковим співтовариством, яке дотримується якогось певного стилю мислення. Кожен науковець, який бажає займатись наукою, повинен належати до якогось мисленного колективу. Мисленний колектив є інтерсуб'єктивним чинником пізнання. Саме він творить науку.